# Эррера, Хосе Карлос
Хосе Карлос Эррера Варгас (исп. José Carlos Herrera Vargas; род. 5 февраля 1986, Монтеррей) — мексиканский легкоатлет, специалист по бегу на короткие дистанции. Выступает за сборную Мексики по лёгкой атлетике с 2008 года, обладатель бронзовой медали Игр Центральной Америки и Карибского бассейна, победитель и призёр первенств национального значения, действующий рекордсмен Мексики в беге на 200 метров в помещении и на открытом стадионе, участник двух летних Олимпийских игр.

## Биография
Хосе Карлос Эррера родился 5 февраля 1986 года в городе Монтеррей, штат Нуэво-Леон.
Впервые заявил о себе на международном уровне в сезоне 2008 года, когда выступил на молодёжном чемпионате NACAC в Толуке.
В 2009 году стартовал в беге на 200 и 400 метров на чемпионате Центральной Америки и Карибского бассейна в Гаване.
В 2010 году финишировал восьмым на 400-метровой дистанции на иберо-американском чемпионате в Сан-Фернандо, участвовал в Играх Центральной Америки и Карибского бассейна в Маягуэсе.
В 2012 году был седьмым в беге на 200 метров на иберо-американском чемпионате в Баркисимето. Благодаря череде удачных выступлений удостоился права защищать честь страны на летних Олимпийских играх в Лондоне — в дисциплине 200 метров не смог преодолеть предварительный квалификационный этап.
В 2013 году отметился выступлением на чемпионате Центральной Америки и Карибского бассейна в Морелии.
В 2014 году в беге на 200 метров занял четвёртое место на Панамериканском спортивном фестивале в Мехико, завоевал бронзовую медаль на Играх Центральной Америки и Карибского бассейна в Веракрусе. Также на соревнованиях в Альбукерке установил национальный рекорд Мексики на двухстах метрах в помещении — 20,81, тогда как на турнире в Халапе повторил национальный рекорд на дистанции 100 метров — 10,21.
В апреле 2016 года на соревнованиях в американском Уолнате установил ныне действующий национальный рекорд Мексики в беге на 200 метров на открытом стадионе — 20,17. Находясь в числе лидеров мексиканской национальной сборной, благополучно прошёл отбор на Олимпийские игры в Рио-де-Жанейро — в дисциплине 200 метров на сей раз дошёл до стадии полуфиналов.